# Raniero d'Elci
Raniero d'Elci (né le 7 mars 1670 à Florence, dans l'actuelle région Toscane, alors capitale du grand-duché de Toscane et mort le 22 juin 1761 à Rome) est un cardinal italien du XVIIIe siècle. Il est un grand-neveu du cardinal Scipione Pannocchieschi d'Elci (1657) et l'oncle du cardinal Francesco d'Elci (1773).

## Biographie
Raniero d'Elci entre à la prélature romaine en 1700. Il est inquisiteur à Malte du 24 février 1711 au 26 octobre 1715, vice-légat à Avignon de 1719 à 1731.  Il est nommé archevêque titulaire de Rhodes (de) en 1730, avant d'être envoyé comme nonce apostolique en France.
Le pape Clément XII le crée cardinal in pectore lors du consistoire du 20 décembre 1737. Sa création est publiée en juin 1738. La même année, il est nommé archevêque de Ferrare et devient légat apostolique de Ferrare en 1740.
En 1747 il est camerlingue du Sacré Collège et en 1756 doyen du Collège des cardinaux. Il participe au conclave de 1740 lors duquel Benoît XIV est élu pape, et à celui de 1758 (élection de Clément XIII).

## Succession apostolique
Raniero d'Elci a ordonné les évêques suivants :
- Archevêque Bonaventura Barberini (it), O.F.M.Cap. (1740)
- Évêque Niccola Maria Calcagnini (1745)
- Évêque Laurentius Odorisi (1747)
- Évêque Paul-Loup de Sallières de Fausseran (1748)
- Évêque Sante Lanucci (it) (1748)
- Évêque Giuseppe Lancellotti, O.F.M.Conv. (1749)
- Évêque Giovanni Battista Lattanzi (1750)
- Évêque Matteo d'Angelis (1750)
- Évêque Francesco Maria Forlani (1750)
- Évêque Vito Antonio Mastandrea (1751)